# 芬斯特維茨山

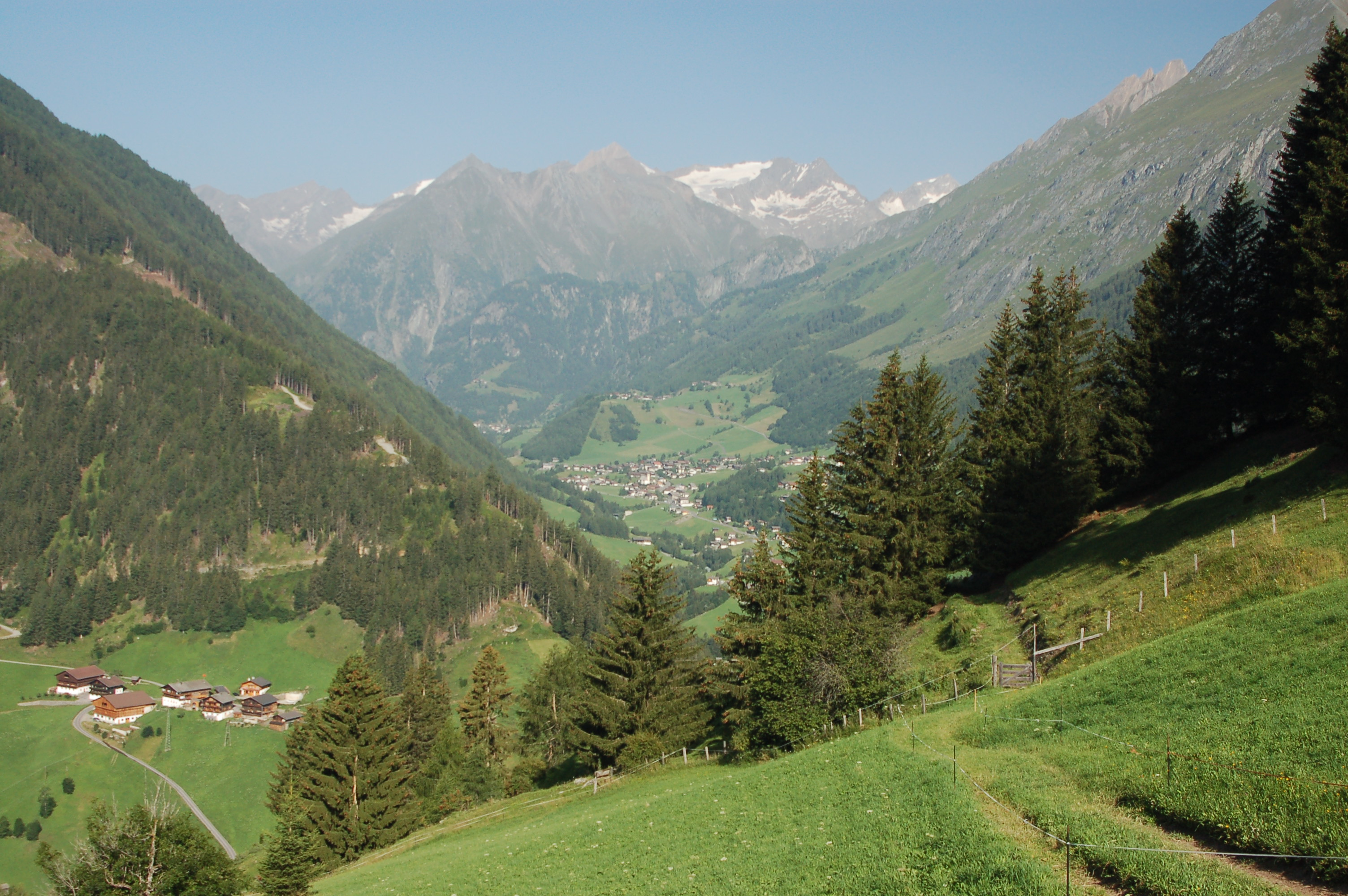

47°01′54″N 12°19′27″E / 47.031682°N 12.324251°E
芬斯特維茨山（德語：Finsterwitzkopf），是奧地利的山峰，位於該國西部，由蒂羅爾州負責管轄，屬於維內迪傑山脈的一部分，距離施呂瑟爾峰0.4公里，海拔高度2,254米。